# Cantó de Chaumeirac

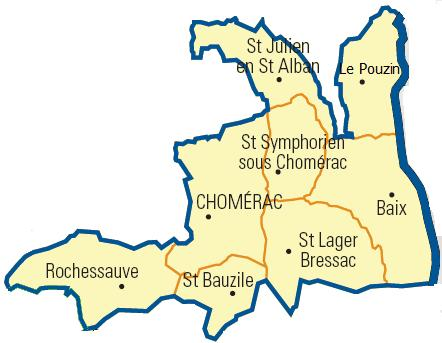
Comunes del cantó

El cantó de Chaumeirac és un cantó francès del departament de l'Ardecha, situat al districte de Privàs. Té 8 municipis i el cap és Chaumeirac.

## Municipis
- Bais
- Chaumeirac
- Lo Polzin
- Ròcha-sauva
- Saint-Bauzile
- Saint-Julien-en-Saint-Alban
- Saint-Lager-Bressac
- Saint-Symphorien-sous-Chomérac

## Història
| Data d'elecció                           | Identitat       | Partit        | Qualitat |
| ---------------------------------------- | --------------- | ------------- | -------- |
| 1952-1965                                | André Chareyre  | CNIP          |          |
| 1965-1970                                | Pierre Gibaud   | Divers droite |          |
| 1970-1976                                | Yves Perrin     | RI            |          |
| 1976-1994                                | Marcellin Dumas | PCF           |          |
| 1994-                                    | Alain Martin    | Divers droite |          |
| les dades anteriors no són pas conegudes |                 |               |          |
|                                          |                 |               |          |

| 1962  | 1968  | 1975  | 1982  | 1990  | 1999  | 2007  |
| ----- | ----- | ----- | ----- | ----- | ----- | ----- |
| 6.110 | 6.622 | 6.627 | 7.798 | 8.213 | 8.828 | 9.948 |